# Saint-Quintin-sur-Sioule
Saint-Quintin-sur-Sioule is een gemeente in het Franse departement Puy-de-Dôme (regio Auvergne-Rhône-Alpes) en telt 306 inwoners (2005). De plaats maakt deel uit van het arrondissement Riom.

## Geografie
De oppervlakte van Saint-Quintin-sur-Sioule bedraagt 14,3 km², de bevolkingsdichtheid is 21,4 inwoners per km².
De onderstaande kaart toont de ligging van Saint-Quintin-sur-Sioule met de belangrijkste infrastructuur en aangrenzende gemeenten.

## Demografie
Onderstaande figuur toont het verloop van het inwonertal (bron: INSEE-tellingen).